# Limnophora furcicerca
Limnophora furcicerca är en tvåvingeart som beskrevs av Xue och Liu 1990. Limnophora furcicerca ingår i släktet Limnophora och familjen husflugor. Inga underarter finns listade i Catalogue of Life.